# Alexander Amersdorffer
Alexander Amersdorffer (* 9. November 1875 in Nürnberg; † 13. August 1946 in Berlin) war ein deutscher Kunsthistoriker und Ministerialbeamter.

## Leben
Alexander Amersdorffer stammte aus Nürnberg und wurde an der Friedrich-Wilhelm-Universität zu Berlin 1901 zum Dr. phil. promoviert. Das Thema seiner Dissertation lautete: Kritische Studien über das Venezianische Skizzenbuch.
Von 1904 bis 1910 war Alexander Amersdorffer Hilfsarbeiter am preußischen Kulturministerium, wo er die Funktion des Referenten für Kunstangelegenheiten innehatte. Er folgte am 1. März 1910 Ludwig Justi im Amt des Ersten Ständigen Sekretärs der Preußischen Akademie der Künste, trug den Professor-Titel und war bis zu seinem Tod Senator der Preußischen bzw. Deutschen Akademie der Künste in Berlin. Seit 1930 arbeitete er auch als Kunsterzieher in Berlin. Sein Verdienst ist u. a. die Verleihung der Ehrenbürgerwürde Berlins an Max Liebermann. Nach der Machtübergabe an die Nationalsozialisten wirkte er in seinem Amt dabei mit, die jüdischen Beschäftigten und Mitglieder aus der Kunstakademie zu entfernen.
Alexander Amersdorffer starb im Sommer 1946 nach einer Operation im 70. Lebensjahr.

## Familie
Sein Sohn Heinrich Amersdorffer (* 10. Dezember 1905 in Berlin; † 2. Dezember 1986 in München) wurde Maler, Grafiker und Kunsterzieher.

## Werke (Auswahl)
- Kritische Studien über das Venezianische Skizzenbuch. Mit drei Abbildungen im Text. Mit einer Beigabe. Inaugural-Dissertation zur Erlangung der Doctorwürde von der Philosophischen Facultät der Friedrich-Wilhelms-Universität zu Berlin, Berlin, Mayer & Müller, 1901.
- Deutsch sein heisst ehrlich sein. Rede zur Feier des Allerhöchsten Geburtstages Seiner Majestät des Kaisers und Königs am 27. Januar 1915, Berlin, 1915.
- Der Akademie-Gedanke in der Entwicklung der Preussischen Akademie der Künste Veröffentlichungen der preussischen Akademie der Künste (= Veröffentlichungen der Preußischen Akademie der Künste, Akademie der Künste (Berlin), Band 2), Berlin, Verlag der preußischen Akademie der Künste, 1928.